# Marge Thurman
Marjorie Clark „Marge“ Thurman (* 1928 in Atlanta; † 11. Mai 1982 ebenda) war eine US-amerikanische Politikerin der Demokratischen Partei, die von 1974 bis zu ihrem Tod Vorsitzende der Democratic Party of Georgia, des Landesverbandes der Demokraten in Georgia, war.

## Leben
Thurman wurde 1928 in Atlanta geboren und schrieb sich 1945 mit 17 Jahren als Studentin an der Emory University in ihrer Geburtsstadt ein. Anschließend setzte sie ihr Studium an der Atlanta Law School fort, einer privaten, auf die Rechtswissenschaften spezialisierte Abendhochschule, an der sie 1949 ihren Master-Abschluss machte. Als zugelassene Anwältin stieg sie 1954 in die Anwaltskanzlei Leachman, King, Thurman & Marshall ein, bei der er sich um die erste nur aus Frauen bestehende Anwaltskanzlei im gesamten Bundesstaat Georgia handelte. Parallel engagierte sie sich für die Young Democrats of America, die Nachwuchsorganisation der Demokratischen Partei. Zunächst betätigte sie sich im lokalen Verband der Young Democrats im Fulton County, dem County Atlantas, ehe sie bis in den nationalen Vorstand der Organisation aufstieg. 1959 wurde sie als erste Frau auf den Posten des Chefjuristen der Young Democrats gewählt.
1963 wurde Thurman von Georgias Gouverneur Carl Sanders zum Mitglied des Democratic National Committee ernannt, des nationalen Organisationsgremiums der Demokratischen Partei. In dieser Funktion war sie unter anderem an der Vorbereitung der Democratic National Convention 1964 beteiligt. Im gleichen Jahr unterstützte sie den Präsidentschaftswahlkampf von Lyndon B. Johnson und Hubert H. Humphrey in Georgia. Nachdem Sanders 1966 sein Gouverneursamt wegen der damals üblichen Amtszeitbegrenzung abgegeben hatte, unterstützte Thurman seine erneute Kandidatur für das Amt bei den Gouverneurswahlen 1970. Da Sanders jedoch die Wahl gegen Jimmy Carter verlor, stellte Thurmans ihre Legitimität als Delegierte für das Democratic National Committee in Frage. Thurman blieb zunächst standhaft und kam Rücktrittsforderungen nicht nach, sondern signalisierte ihre Kampfbereitschaft, indem sie sich mit Boxhandschuhen fotografieren ließ. Erst 1972 wurde Thurman abgelöst und Carter konnte einen getreuen Nachfolger ernennen.
Noch im gleichen Jahr forderte Thurman den Amtsinhaber Jeptha Tanksley im Rennen für den Post des Superior Court Judge in Fulton County heraus, unterlag aber knapp. In dieser Zeit machte sie sich auch für die Verabschiedung des Equal Rights Amendments stark, das gleiche Rechte für Frauen und Männer in der US-Verfassung festgeschrieben hätte. 1974 wurde sie von Jimmy Carters frisch gewähltem Nachfolger George Busbee zur Vorsitzenden der Democratic Party of Georgia ernannt, des Landesverbandes der Demokratischen Partei in Georgia. Dieses Amt hatte sie bis zu ihrem Tod inne. Während ihrer Amtszeit begann sie eine Generalüberholung der Parteistrukturen und bereitete mit ihren Reformen den Weg für eine modernere und linkere Partei. Unter anderem begründete sie ein Parteikomitee für Affirmative Action und setzte zum ersten Mal in der Parteigeschichte eine formale Parteisatzung durch. Eine eigene Kandidatur um einen Sitz im Repräsentantenhaus der Vereinigten Staaten im 5. Kongresswahlbezirk im Jahr 1977 scheiterte bereits in den Vorwahlen, als sie gerade einmal zwei Prozent der Stimmen erhielt. Parallel hielt sie ihre Fehde mit Jimmy Carter aufrecht und begrüßte unter anderem die Kandidatur von Edward Kennedy in den demokratischen Vorwahlen für die Präsidentschaftswahlen 1980, der den damaligen US-Präsidenten Carter um die demokratische Nominierung herausforderte.
Am 7. Mai 1982 fiel Thurman aus zunächst ungeklärten Gründen in ein Koma, aus dem sie nicht mehr erwachte. Sie starb am 11. Mai 1982 im Alter von 53 Jahren in einem Krankenhaus in ihrer Heimatstadt Atlanta. Eine Autopsie stellte später fest, dass Thurman offenbar im Schlaf erbrochen hatte und so Flüssigkeit in ihre Lunge gelangt war. Ihre Beerdigung fand zwei Tage später unter Teilnahme zahlreicher Politiker in Atlanta statt. Thurman hatte eine Tochter, die spätere AIDS-Aktivistin Sandy Thurman. Marge Thurmans Nachlass befindet sich in der Bibliothek der Emory University.